# Silvia Schmidt (Politikerin)

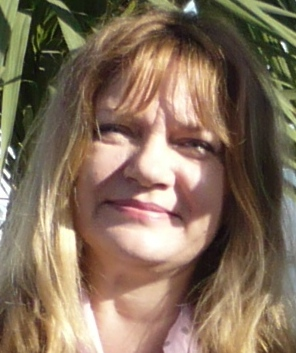
Silvia Schmidt im Februar 2008

Silvia Schmidt, geborene Stiebritz, (* 25. März 1954 in Klostermansfeld) ist eine deutsche Politikerin (SPD). Sie war von 1998 bis 2013 Mitglied des Deutschen Bundestages.

## Leben
Silvia Schmidt besuchte eine Polytechnische Oberschule (POS) und absolvierte später ein Studium der Sozialarbeit, welches sie als Diplom-Sozialarbeiterin (FH) beendete. Zuletzt leitete sie das Förderpädagogisch-Therapeutische Zentrum in Wippra in Sachsen-Anhalt.
Silvia Schmidt hat zwei Kinder und zwei Enkelkinder.

## Politik
Im Mai 1995 trat sie in die SPD ein. Von 1995 bis 2005 gehörte sie dem Landesparteirat der SPD in Sachsen-Anhalt an und von 1997 bis 2008 stellvertretende Vorsitzende des SPD-Kreisverbandes Mansfelder Land. Seit 2008 ist sie Beisitzerin im fusionierten Kreisverband Mansfeld-Südharz.
Silvia Schmidt ist seit 1998 Mitglied des Deutschen Bundestages. Hier war sie seit 2002 stellvertretende Sprecherin der Fraktionsarbeitsgruppe „Kommunalpolitik“ und der Landesgruppe Sachsen-Anhalt in der SPD-Bundestagsfraktion. Sie war in der 16. Legislaturperiode ordentliches Mitglied im Bundestagsausschuss für Arbeit und Soziales sowie stellvertretendes Mitglied im Gesundheitsausschuss des Bundestages. Zudem war sie Mitglied in der Arbeitsgruppe Aufbau Ost und der Landesgruppe Ost. Schmidt war seit März 2006 Behindertenbeauftragte der SPD-Fraktion.
2007 initiierte sie die Bundesinitiative Daheim statt Heim. Sie ist Vorsitzende des gleichnamigen Fördervereins. Die Initiative setzt sich für behinderte Menschen ein, die nicht in einem Heim, sondern selbstbestimmt leben wollen.
Silvia Schmidt zog 1998 als direkt gewählte Abgeordnete des Wahlkreises Eisleben – Sangerhausen – Hettstedt bzw. 2002 und 2005 des Wahlkreises Mansfelder Land in den Bundestag ein. Bei der Bundestagswahl 2005 erreichte sie hier 32,8 % der Erststimmen.
Schmidt scheiterte bei der Bundestagswahl 2009 am 27. September im Bundestagswahlkreis Mansfeld (Wahlkreis 74) beim Kampf um das Direktmandat mit 17,2 % der Erststimmen. Als Platz 3 auf Landesliste der SPD zog sie dennoch in den Bundestag ein.
Zur Bundestagswahl 2013 stellte sich Schmidt aus gesundheitlichen Gründen nicht noch einmal zur Wahl.